# Caerwent
Caerwent är en ort och en community i Storbritannien. Den ligger i kommunen Monmouthshire och riksdelen Wales, i den södra delen av landet, 180 km väster om huvudstaden London. Samhället grundades av romarna år 75 under namnet Venta Silurum, som en handelsplats för de besegrade silurerna. Grevskapet Gwent fick sitt namn från orten.
Stora delar av de romerska stadsmurarna finns bevarade. Andra sevärdheter i Caerwent är ruiner av ett romerskt tempel.
I närheten av Caerwent låg fram till 1993 en av Royal Air Forces raketbaser. Området används idag (2022) som militärt övningsområde.